# Benjamin Glazer
Benjamin Glazer (* 7. Mai 1887 in Belfast; † 18. März 1956 in Hollywood) war ein US-amerikanischer Drehbuchautor, Filmproduzent und Regisseur. Er war Gründungsmitglied der Academy of Motion Picture Arts and Sciences und gewann zwei Oscars.

## Leben
Benjamin Glazer wurde in Irland geboren und wanderte später in die Vereinigten Staaten aus. Er studierte an der University of Pennsylvania Rechtswissenschaften und schloss das Studium 1906 ab.
Er übersetzte 1921 Ferenc Molnárs Stück Liliom ins Englische. Diese Übersetzung wurde für die erste Broadwayinszenierung und den gleichnamigen Film von 1930 verwendet. Ab 1921 begann er mit dem Verfassen von Drehbüchern für Filme und war 1927 Gründungsmitglied der Academy of Motion Picture Arts and Sciences, die seit 1929 den Oscar verleiht. Bei der ersten Oscarverleihung erhielt er die Auszeichnung für das beste adaptierte Drehbuch von Im siebenten Himmel. Die zweite Auszeichnung erhielt er zusammen mit Hans Székely 1941 für die beste Originalgeschichte. Im Verlauf seiner Karriere schrieb er über 50 Drehbücher, das letzte 1967, und produzierte fast 30 Filme. Er war mit der Schauspielerin Sharon Lynn verheiratet.

## Filmografie (Auswahl)
Drehbuch
- 1924: Der Garten der Sünde (Sinners in Silk) (Story)
- 1925: Die lustige Witwe (The Merry Widow)
- 1925: Der Bandit (The Great Divide)
- 1926: Es war (Flesh and the Devil)
- 1927: Wie Madame befehlen (Service for Ladies) (Story)
- 1927: Bezahlte Liebe (Paid to Love)
- 1927: Der Jazzsänger (The Jazz Singer)
- 1927: Im siebenten Himmel (Seventh Heaven)
- 1927: Der Gentleman von Paris (A Gentleman of Paris)
- 1928: Die goldene Hölle (The Trail of '98)
- 1928: Mädel sei lieb (Happiness Ahead)
- 1929: Artisten (The Dance of Life)
- 1931: Mata Hari (Mata Hari)
- 1932: In einem anderen Land (A Farewell to Arms) – auch Produktion
- 1932: Madame verliert ihr Kleid (This Is the Night) – auch Produktion
- 1933: Alles für das Kind (A Bedtime Story)
- 1934: She Loves Me Not
- 1935: The Big Broadcast of 1936
- 1942: Tortilla Flat

Produktion
- 1928: Der König von Soho (The Street of Sin)
- 1933: The Story of Temple Drake
- 1934: Schiffbruch unter Palmen (We’re Not Dressing)
- 1934: Madame befiehlt! (Enter Madame)
- 1937: Assistenzarzt Dr. Kilder (Internes Can’t Take Money)
- 1937: Exklusiv (Exclusive)